# نهر موترو
نهر موترو هو رافد أيمن لنهر جيو في جنوب غرب رومانيا. يصب النهر في جيو في جورا موترولوي، بالقرب من بلدة فيلياشي. تبلغ مساحة الحوض الهيدرولوجي لنهر موترو 1874 كم². ويبلغ طوله 138,8 كم.

## المدن والقرى
تقع المدن التالية على طول نهر موترو، من المصدر إلى المصب: باديش، كاتونيلي، موترو، بروشتيني، ستريهايا، بوتويشتي.

## الروافد
الأنهار التي تصب في نهر موترو:
على اليسار: فروموسو، فاليا راسولوي، كاربيني، فاليا مير، إزفاريلي، لوبوايا، بلوشتينا، بازافان، بوكا.
على اليمين: ميلارو، بالتيني، موترو سيك، بريبينا، كرينيتشي، بيشتينا، كوشوشتي، هوشنيتسا، سالاتروك، كوشوفات.

## التاريخ
الاسم الداقي القديم لنهر هو أموتريا، والاسم مأخوذ من مستوطنة في المنطقة لها نفس الاسم. ذكرت أموتريا في المصادر القديمة مثل جغرافية بطليموس (150م) واللوحة البويتينغرية (القرن الثاني الميلادي)، ويحتمل أن تكون وضعت هنا. الاسم نفس الاسم القديم لنهر موترو.  بعد أن قام الرومانيون بفتح داقية، كانت أموتريا جزءاً من شبكة طرق هامة، بين دروبتس وبيليندافا.

## وصلات خارجية
- Administrația Națională Apelor Române - Cadastrul Apelor - București
- Institutul de Meteorologie și Hidrologie - Rîurile României - București 1971
- Localități Mehedințene [وصلة مكسورة]
- Trasee turistice - județul Gorj
- Trasee turistice - județul Mehedinți
- Schütte، Gudmund (1917). Ptolemy's maps of northern Europe: a reconstruction of the prototypes. Copenhagen: H. Hagerup. مؤرشف من الأصل في 2011-06-29. {{استشهاد بكتاب}}: الوسيط |ref=harv غير صالح (مساعدة)

‌